# جوزيف ليكومبت
جوزيف ليكومبت (بالإنجليزية: Joseph Lecompte)‏ (و. 1797 – 1851 م)هو سياسي من الولايات المتحدة الأمريكية . ولد في مقاطعة ودفورد .
وهو عضو في الحزب الجمهوري الديمقراطي، والحزب الديمقراطي الأمريكي .
توفي في مقاطعة هنري (كنتاكي) .